# Paration

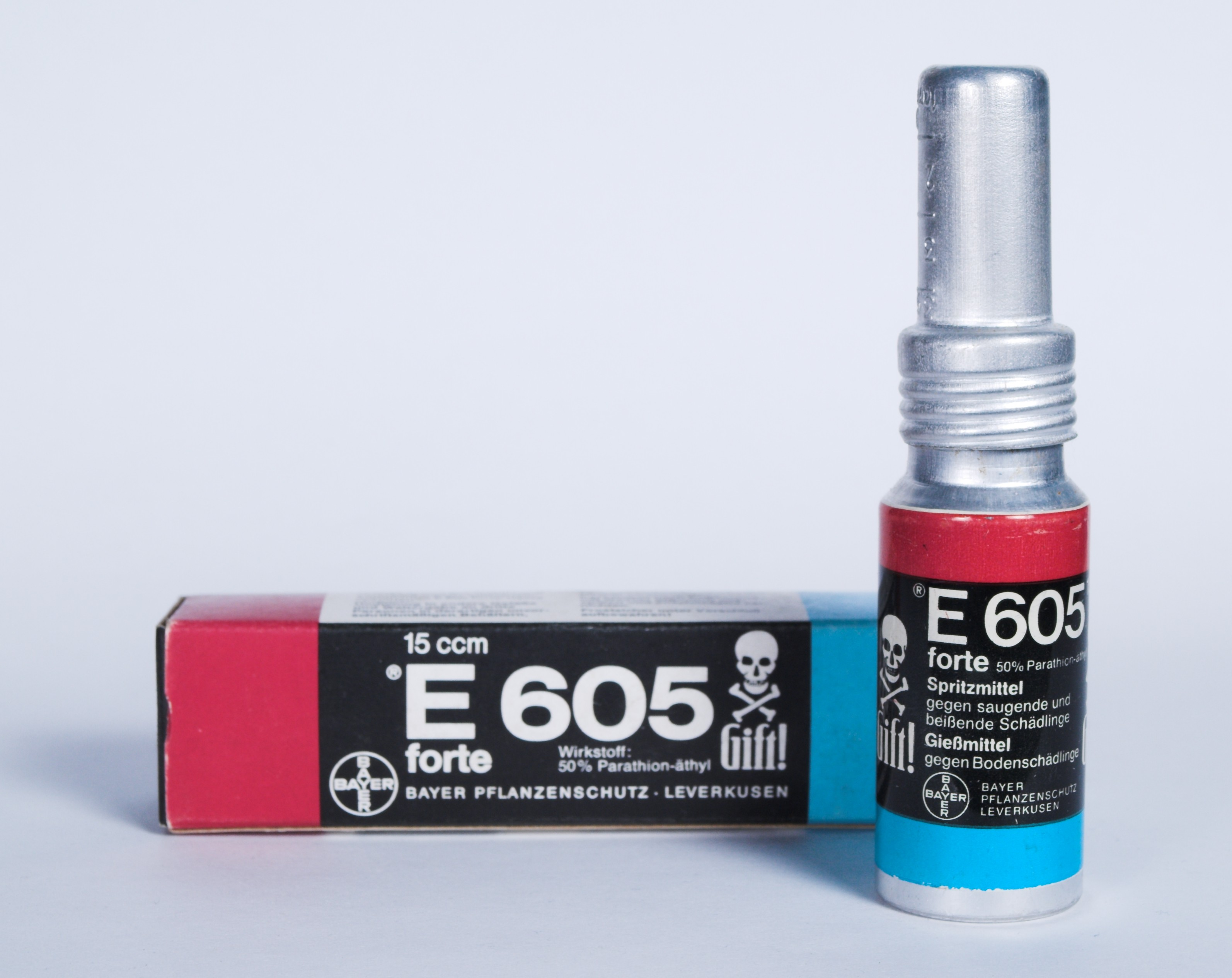
En förpackning med Paration (E 605).

Paration är en fosforotioat med kemisk formel (C2H5)2PSO3C6H4NO2.

## Historia
Paration utvecklades 1944 av Gerhard Schrader för IG Farben. Ämnet fick kodnamnet E 605 där bokstaven E står för Entwicklungsnummer (Utvecklingsnummer). Beteckningen ledde senare till förvirring då Europeiska unionen införde E-nummer för livsmedelstillsatser.
Efter krigsslutet och rättegångarna mot IG Farben togs patentet på Paration i beslag av segermakterna och ämnet började saluföras av en mängd olika företag under olika namn, bland annat under originalnamnet E 605 av Bayer AG.

## Egenskaper
Paration är synnerligen giftigt för både varmblodiga djur och insekter och kan lätt tränga igenom huden. Det är dock inte giftigt för växter. Paration oxideras till paraoxon som angriper enzymet acetylkolinesteras vilket leder till att nervsystemet paralyseras.
Paration är stabilt i sura och neutrala miljöer, men bryts vid förhöjt pH-värde snabbt ner till dietyltiofosfat och 4-nitrofenol.

## Framställning
Paration framställs i en flerstegsprocess som utgår från fosforpentasulfid (P2S5) och etanol (C2H5OH).
{\displaystyle {\rm {P_{2}S_{5}+C_{2}H_{5}OH\rightarrow (C_{2}H_{5})_{2}HPS_{2}O_{2}}}}
Mellanprodukten dietylditiofosforsyra ((C2H5)2HPS2O2) kloreras sedan för att ge dietyltiofosforylklorid ((C2H5)2PSO2Cl).
{\displaystyle {\rm {2\ (C_{2}H_{5})_{2}HPS_{2}O_{2}+3\ Cl_{2}}}}
{\displaystyle {\rm {\rightarrow 2\ (C_{2}H_{5})_{2}PSO_{2}Cl+S_{2}Cl_{2}+2\ HCl}}}
Slutligen tillsätts natriumnitrofenolat (NaOC6H4NO2) vilket ger slutprodukten Paration.
{\displaystyle {\rm {(C_{2}H_{5})_{2}PSO_{2}Cl+NaOC_{6}H_{4}NO_{2}}}}
{\displaystyle {\rm {\rightarrow (C_{2}H_{5})_{2}PSO_{3}C_{6}H_{4}NO_{2}+NaCl}}}

## Användning
Paration används som bekämpningsmedel mot insekter (insekticid) framför allt på bomull, ris och fruktträd. Den lösning som sprayas är utspädd till 0,05 – 0,1%. Paration är totalförbjudet i EU sedan 2001. WHO arbetar för att införa ett globalt förbud.